# Danh mục loài cực kì nguy cấp theo sách đỏ IUCN (thực vật)
Vào ngày 29 tháng 1 năm 2010, Sách đỏ IUCN đã công bố danh mục loài thực vật cực kì nguy cấp gồm 1701 loài, phân loài, giống gốc, tiểu quần thể cực kỳ nguy cấp.

## Bryophyta

### Bryopsida

#### Bryales

##### Daltoniaceae
- Lepidopilum grevilleanum

##### Fabroniaceae
- Taxitheliella richardsii

##### Fissidentaceae
- Fissidens hydropogon

##### Hookeriaceae
- Brymela tutezona

##### Hypnobartlettiaceae
- Ochyraea tatrensis

##### Neckeraceae
- Neckeropsis pocsii
- Pinnatella limbata
- Thamnobryum angustifolium

##### Pterobryaceae
- Limbella fryei

#### Pottiales

##### Pottiaceae
- Ozobryum ogalalense
- Weissia multicapsularis

### Marchantiopsida

#### Jungermanniales

##### Lejeuneaceae
- Bryopteris gaudichaudii
- Drepanolejeunea senticosa
- Leptolejeunea tridentata
- Myriocolea irrorata
- Sphaerolejeunea umbilicata
- Spruceanthus theobromae

##### Lepidoziaceae
- Bazzania bhutanica
- Kurzia sinensis

##### Phycolepidoziaceae
- Phycolepidozia exigua

##### Plagiochilaceae
- Plagiochila wolframii

##### Schistochilaceae
- Schistochila undulatifolia

#### Metzgeriales

##### Vandiemeniaceae
- Vandiemenia ratkowskiana

## Lycopodiophyta

### Isoetopsida

#### Isoetales

##### Isoetaceae
- Isoetes sinensis
- Isoetes taiwanensis

### Lycopodiopsida

#### Lycopodiales

##### Lycopodiaceae
- Phlegmariurus nutans

## Polypodiophyta

### Polypodiopsida

#### Blechnales

##### Dryopteridaceae
- Ctenitis pallatangana
- Ctenitis squamigera
- Lastreopsis subrecedens

##### Lomariopsidaceae
- Elaphoglossum actinolepis
- Elaphoglossum angamarcanum
- Elaphoglossum bonapartii
- Elaphoglossum chodatii
- Elaphoglossum christii
- Elaphoglossum cladotrichium
- Elaphoglossum corazonense
- Elaphoglossum dimorphum
- Elaphoglossum gossypinum
- Elaphoglossum gracilipes
- Elaphoglossum jamesonii
- Elaphoglossum longissimum
- Elaphoglossum pellucidum
- Elaphoglossum polytrichum
- Elaphoglossum pteropodum
- Elaphoglossum sodiroi
- Elaphoglossum sprucei
- Elaphoglossum trichophorum

##### Thelypteridaceae
- Thelypteris bonapartii

##### Woodsiaceae
- Cystoathyrium chinense

#### Hymenophyllales

##### Hymenophyllaceae
- Hymenophyllum contractile
- Hymenophyllum helicoideum
- Hymenophyllum tenerum

#### Polypodiales

##### Polypodiaceae
- Melpomene brevipes
- Polypodium abitaguae

#### Pteridales

##### Pteridaceae
- Pteris adscensionis

## Rhodophyta

### Florideophyceae

#### Ceramiales

##### Delesseriaceae
- Myriogramme kylinii
- Phycodrina elegans

##### Rhodomelaceae
- Laurencia oppositocladia

#### Gracilariales

##### Gracilariaceae
- Gracilaria skottsbergii

#### Nemaliales

##### Galaxauraceae
- Galaxaura barbata

#### Nemastomatales

##### Schizymeniaceae
- Schizymenia ecuadoreana

## Tracheophyta

### Coniferopsida

#### Coniferales

##### Araucariaceae
- Araucaria angustifolia
- Araucaria nemorosa
- Wollemia nobilis

##### Cupressaceae
- Cupressus chengiana var. jiangeensis
- Cupressus dupreziana var. dupreziana
- Cupressus guadalupensis var. guadalupensis
- Juniperus barbadensis var. barbadensis
- Juniperus bermudiana
- Juniperus deppeana var. sperryi
- Juniperus gracilior var. ekmanii
- Metasequoia glyptostroboides
- Thuja sutchuenensis
- Xanthocyparis vietnamensis

##### Pinaceae
- Abies beshanzuensis
- Abies nebrodensis
- Abies yuanbaoshanensis
- Abies ziyuanensis
- Picea martinezii
- Pinus squamata

##### Podocarpaceae
- Acmopyle sahniana
- Dacrydium guillauminii
- Podocarpus palawanensis
- Podocarpus perrieri

##### Taxaceae
- Amentotaxus formosana
- Taxus floridana
- Torreya taxifolia

### Cycadopsida

#### Cycadales

##### Cycadaceae
- Cycas beddomei
- Cycas chamaoensis
- Cycas debaoensis
- Cycas hongheensis
- Cycas sp. nov. 'fugax'
- Cycas szechuanenis
- Cycas tansachana

##### Zamiaceae
- Ceratozamia euryphyllidia
- Ceratozamia fusco-viridis
- Ceratozamia kuesteriana
- Ceratozamia norstogii
- Ceratozamia zaragozae
- Chigua bernalii
- Chigua restrepoi
- Dioon caputoi
- Encephalartos aemulans
- Encephalartos cerinus
- Encephalartos cupidus
- Encephalartos dolomiticus
- Encephalartos dyerianus
- Encephalartos equatorialis
- Encephalartos heenanii
- Encephalartos hirsutus
- Encephalartos inopinus
- Encephalartos laevifolius
- Encephalartos latifrons
- Encephalartos middelburgensis
- Encephalartos msinganus
- Encephalartos munchii
- Encephalartos pterogonus
- Encephalartos tegulaneus ssp. powysii
- Microcycas calocoma
- Zamia amplifolia
- Zamia disodon
- Zamia hymenophyllidia
- Zamia inermis
- Zamia macrochiera
- Zamia montana
- Zamia monticola
- Zamia picta
- Zamia portoricensis
- Zamia prasina
- Zamia spartea
- Zamia urep
- Zamia vazquezii
- Zamia wallisii

### Liliopsida

#### Arales

##### Araceae
- Alocasia atropurpurea
- Alocasia sanderiana
- Alocasia sinuata
- Anthurium coerulescens
- Anthurium eggersii
- Anthurium linguifolium
- Anthurium tenuicaule
- Philodendron balaoanum
- Philodendron cruentospathum
- Philodendron nanegalense
- Philodendron pogonocaule
- Syngonium dodsonianum

#### Arecales

##### Palmae
- Acanthophoenix rubra
- Asterogyne yaracuyense
- Astrocaryum minus
- Attalea crassispatha
- Bactris nancibensis
- Balaka macrocarpa
- Beccariophoenix madagascariensis
- Calamus compsostachys
- Calamus obovoideus
- Calamus wailong
- Carpoxylon macrospermum
- Ceroxylon sasaimae
- Coccothrinax borhidiana
- Cryosophila cookii
- Cryosophila grayumii
- Cyphophoenix nucele
- Cyphosperma tanga
- Dictyosperma album var. album
- Dictyosperma album var. conjugatum
- Drymophloeus samoensis
- Dypsis ambanjae
- Dypsis ambositrae
- Dypsis arenarum
- Dypsis canaliculata
- Dypsis canescens
- Dypsis ceracea
- Dypsis commersoniana
- Dypsis hovomantsina
- Dypsis ifanadianae
- Dypsis intermedia
- Dypsis interrupta
- Dypsis ligulata
- Dypsis mangorensis
- Dypsis nauseosa
- Dypsis nossibensis
- Dypsis oropedionis
- Dypsis ovobontsira
- Dypsis psammophila
- Dypsis saintelucei
- Dypsis singularis
- Hyophorbe amaricaulis
- Hyophorbe lagenicaulis
- Hyophorbe vaughanii
- Hyophorbe verschaffeltii
- Lavoixia macrocarpa
- Loxococcus rupicola
- Marojejya darianii
- Medemia argun
- Orania trispatha
- Pelagodoxa henryana
- Pinanga tashiroi
- Pritchardia affinis
- Pritchardia aylmer-robinsonii
- Pritchardia hardyi
- Pritchardia kaalae
- Pritchardia limahuliensis
- Pritchardia munroi
- Pritchardia napaliensis
- Pritchardia schattaueri
- Pritchardia viscosa
- Pritchardiopsis jeanneneyi
- Pseudophoenix ekmanii
- Pseudophoenix lediniana
- Ravenea moorei
- Roystonea regia var. hondurensis
- Tectiphiala ferox
- Thrinax ekmaniana
- Voanioala gerardii

#### Bromeliales

##### Bromeliaceae
- Guzmania lepidota
- Guzmania poortmanii
- Guzmania striata
- Pitcairnia elliptica
- Puya compacta
- Puya exigua
- Tillandsia dyeriana

#### Commelinales

##### Xyridaceae
- Xyris andina

#### Cyclanthales

##### Cyclanthaceae
- Asplundia clementinae
- Asplundia lutea

#### Cyperales

##### Cyperaceae
- Carex lepida
- Carex tessellata
- Cyperus microcristatus
- Cyperus multifolius
- Hypolytrum subcompositus

##### Gramineae
- Andropogon benthamianus
- Cenchrus agrimonioides
- Cenchrus agrimonioides var. agrimonioides
- Stipa tulcanensis

#### Liliales

##### Alliaceae
- Allium rouyi

##### Aloaceae
- Aloe boscawenii
- Aloe classenii
- Aloe dorotheae
- Aloe flexilifolia
- Aloe helenae
- Aloe leptosiphon
- Aloe pembana
- Aloe pillansii
- Aloe suzannae

##### Alstroemeriaceae
- Bomarea angustifolia
- Bomarea goniocaulon
- Bomarea graminifolia
- Bomarea hartwegii
- Bomarea longipes

##### Amaryllidaceae
- Narcissus nevadensis ssp. enemeritoi

##### Anthericaceae
- Chlorophytum petrophilum

##### Asteliaceae
- Astelia waialealae

##### Hyacinthaceae
- Brimeura duvigneaudii
- Scilla morrisii

#### Orchidales

##### Burmanniaceae
- Afrothismia baerae
- Afrothismia pachyantha
- Afrothismia winkleri
- Oxygyne triandra

##### Orchidaceae
- Amesiella monticola
- Ascoglossum calopterum
- Bulbophyllum filiforme
- Bulbophyllum kupense
- Ceratocentron fesselii
- Cypripedium fargesii
- Cypripedium henryi
- Cypripedium smithii
- Cypripedium wumengense
- Cypripedium yunnanense
- Dendrobium huoshanense
- Dendrobium officinale
- Dendrobium schuetzei
- Diplandrorchis sinica
- Gastrochilus calceolaris
- Gastrodia africana
- Genyorchis platybulbon
- Habenaria maitlandii
- Holopogon gaudissartii
- Liparis goodyeroides
- Ossiculum aurantiacum
- Paphiopedilum adductum
- Paphiopedilum emersonii
- Paphiopedilum fowliei
- Paphiopedilum tigrinum
- Paphiopedilum urbanianum
- Phalaenopsis hainanensis
- Phalaenopsis micholitzii
- Polystachya kupensis
- Polystachya victoriae

#### Pandanales

##### Pandanaceae
- Pandanus carmichaelii
- Pandanus microcarpus
- Pandanus palustris
- Pandanus pyramidalis
- Pandanus verecundus

#### Triuridales

##### Triuridaceae
- Kupea martinetugei

#### Zingerberales

##### Marantaceae
- Calathea dodsonii
- Calathea petersenii

### Magnoliopsida

#### Apiales

##### Araliaceae
- Dendropanax cordifolius
- Dendropanax filipes
- Dendropanax grandiflorus
- Dendropanax grandis
- Dendropanax hondurensis
- Dendropanax oligodontus
- Gastonia lionnetii
- Gastonia mauritiana
- Gastonia rodriguesiana
- Gastonia sechellarum var. contracta
- Gastonia sechellarum var. curiosae
- Megalopanax rex
- Merrilliopanax chinensis
- Meryta brachypoda
- Meryta salicifolia
- Munroidendron racemosum
- Oreopanax lehmannii
- Oreopanax lempiranus
- Osmoxylon mariannense
- Polyscias aemiliguineae
- Polyscias gracilis
- Polyscias neraudiana
- Polyscias paniculata
- Polyscias tahitensis
- Schefflera kuchingensis
- Schefflera marlipoensis
- Schefflera parvifoliolata
- Schefflera rubriflora
- Tetraplasandra gymnocarpa

##### Umbelliferae
- Apium bermejoi
- Bupleurum dianthifolium
- Bupleurum elatum
- Bupleurum kakiskalae
- Carum foetidum
- Horstrissea dolinicola
- Ligusticum huteri
- Naufraga balearica
- Niphogeton sprucei

#### Aristolochiales

##### Aristolochiaceae
- Aristolochia utriformis
- Aristolochia westlandii
- Pararistolochia preussii

#### Asterales

##### Compositae
- Achyrocline glandulosa
- Achyrocline mollis
- Aetheolaena hypoleuca
- Aetheolaena ledifolia
- Aetheolaena pichinchensis
- Anthemis glaberrima
- Argyroxiphium kauense
- Argyroxiphium sandwicense ssp. sandwicense
- Aster quitensis
- Baccharis aretioides
- Baccharis fusca
- Bidens campylotheca ssp. pentamera
- Bidens campylotheca ssp. waihoiensis
- Bidens hendersonensis var. oenoensis
- Bidens simplicifolia
- Bidens wiebkei
- Calendula maritima
- Centaurea akamantis
- Centaurodendron dracaenoides
- Centaurodendron palmiforme
- Cheirolophus crassifolius
- Commidendrum spurium
- Cylindrocline commersonii
- Darwiniothamnus lancifolius ssp. lancifolius
- Dasphyllum lehmannii
- Dendroseris berteriana
- Dendroseris gigantea
- Dendroseris litoralis
- Dendroseris macrantha
- Dendroseris macrophylla
- Dendroseris marginata
- Dendroseris micrantha
- Dendroseris neriifolia
- Dendroseris pinnata
- Dendroseris pruinata
- Dendroseris regia
- Dicoma pretoriensis
- Egletes humifusa
- Elaphandra retroflexa
- Erigeron adscendens
- Faujasiopsis reticulata
- Femeniasia balearica
- Fitchia cordata
- Fitchia cuneata ssp. cuneata
- Gazania thermalis
- Gnaphalium sodiroi
- Helichrysum melitense
- Hesperomannia arborescens
- Hesperomannia arbuscula
- Hesperomannia lydgatei
- Hieracium debile
- Hieracium lucidum
- Lachanodes arborea
- Lamyropsis microcephala
- Mikania andrei
- Mikania iserniana
- Mikania jamesonii
- Mikania seemannii
- Mikania stereolepis
- Mikania tafallana
- Monactis dubia
- Monarrhenus salicifolius
- Pladaroxylon leucadendron
- Psiadia cataractae
- Scalesia atractyloides
- Scalesia atractyloides var. atractyloides
- Scalesia atractyloides var. darwinii
- Scalesia divisa
- Senecio alboranicus
- Senecio lamarckianus
- Talamancalia putcalensis
- Viguiera media
- Wedelia oxylepis

#### Campanulales

##### Campanulaceae
- Brighamia insignis
- Brighamia rockii
- Burmeistera asplundii
- Burmeistera rubrosepala
- Centropogon albostellatus
- Centropogon brachysiphoniatus
- Centropogon cazaletii
- Centropogon pilalensis
- Centropogon solisii
- Centropogon uncinatus
- Clermontia oblongifolia ssp. brevipes
- Clermontia oblongifolia ssp. mauiensis
- Clermontia pyrularia
- Clermontia samuelii
- Clermontia samuelii ssp. hanaensis
- Clermontia samuelii ssp. samuelii
- Cyanea acuminata
- Cyanea asarifolia
- Cyanea asplenifolia
- Cyanea calycina
- Cyanea copelandii
- Cyanea copelandii ssp. haleakalaensis
- Cyanea crispa
- Cyanea dunbariae
- Cyanea eleeleensis
- Cyanea gibsonii
- Cyanea glabra
- Cyanea hamatiflora
- Cyanea hamatiflora ssp. carlsonii
- Cyanea hamatiflora ssp. hamatiflora
- Cyanea horrida
- Cyanea procera
- Cyanea stictophylla
- Cyanea st-johnii
- Delissea undulata ssp. undulata
- Lobelia monostachya
- Siphocampylus loxensis
- Siphocampylus uncipes
- Wahlenbergia linifolia

#### Capparales

##### Capparaceae
- Cadaba insularis
- Capparis mirifica
- Capparis panamensis
- Podandrogyne trichopus
- Steriphoma urbani

##### Cruciferae
- Aethionema retsina
- Arabis kennedyae
- Biscutella rotgesii
- Diplotaxis siettiana
- Draba ecuadoriana
- Draba violacea
- Erysimum kykkoticum

#### Caryophyllales

##### Aizoaceae
- Delosperma macellum
- Khadia beswickii

##### Amaranthaceae
- Achyranthes mutica
- Achyranthes splendens var. rotundata
- Amaranthus brownii

##### Cactaceae
- Acharagma aguirreanum
- Ariocarpus bravoanus ssp. bravoanus
- Cipocereus pusilliflorus
- Coleocephalocereus purpureus
- Coryphantha vogtherriana
- Echinocactus grusonii
- Leptocereus quadricostatus
- Mammillaria albiflora
- Mammillaria anniana
- Mammillaria berkiana
- Mammillaria guelzowiana
- Mammillaria herrerae
- Mammillaria marcosii
- Mammillaria pennispinosa ssp. nazasensis
- Mammillaria sanchez-mejoradae
- Mammillaria schwarzii
- Melocactus conoideus
- Melocactus deinacanthus
- Melocactus glaucescens
- Melocactus pachyacanthus ssp. viridis
- Melocactus violaceus ssp. ritteri
- Micranthocereus streckeri
- Opuntia chaffeyi
- Pilosocereus azulensis
- Pilosocereus fulvilanatus ssp. rosae
- Thelocactus conothelos ssp. argenteus
- Turbinicarpus alonsoi
- Turbinicarpus gielsdorfianus
- Turbinicarpus hoferi
- Turbinicarpus mandragora
- Turbinicarpus pseudomacrochele ssp. lausseri
- Turbinicarpus saueri ssp. nelissae
- Turbinicarpus saueri ssp. saueri
- Turbinicarpus schmiedickeanus ssp. andersonii
- Turbinicarpus schmiedickeanus ssp. dickisoniae
- Turbinicarpus schmiedickeanus ssp. flaviflorus
- Turbinicarpus schmiedickeanus ssp. gracilis
- Turbinicarpus schmiedickeanus ssp. jauernigii
- Turbinicarpus schmiedickeanus ssp. rioverdensis
- Turbinicarpus schmiedickeanus ssp. schmiedickeanus
- Turbinicarpus schmiedickeanus ssp. schwarzii
- Turbinicarpus subterraneus ssp. booleanus
- Turbinicarpus swobodae
- Uebelmannia buiningii

##### Caryophyllaceae
- Alsinidendron lychnoides
- Alsinidendron obovatum
- Alsinidendron trinerve
- Alsinidendron viscosum
- Arenaria bolosii
- Arenaria nevadensis
- Arenaria radians
- Minuartia dirphya
- Moehringia intricata ssp. tejedensis
- Saponaria jagelii
- Schiedea adamantis
- Schiedea kaalae
- Silene gazulensis
- Silene hicesiae

##### Chenopodiaceae
- Atriplex plebeja
- Cremnophyton lanfrancoi

##### Nyctaginaceae
- Pisonia graciliscens

#### Celastrales

##### Aquifoliaceae
- Ilex cookii
- Ilex khasiana
- Ilex machilifolia
- Ilex maclurei
- Ilex perado ssp. iberica
- Ilex perado ssp. lopezlilloi
- Ilex perlata
- Ilex reticulata
- Ilex subtriflora
- Ilex williamsii

##### Celastraceae
- Bhesa nitidissima
- Bhesa sinica
- Cassine koordersii
- Euonymus pallidifolia
- Maytenus eggersii
- Maytenus harrisii
- Maytenus manabiensis
- Maytenus williamsii
- Platypterocarpus tanganyikensis
- Salacia fimbrisepala
- Tontelea hondurensis

##### Icacinaceae
- Pennantia baylisiana
- Urandra apicalis

#### Cornales

##### Cornaceae
- Nyssa yunnanensis
- Swida darvasica

##### Melanophyllaceae
- Melanophylla angustior
- Melanophylla perrieri

#### Dilleniales

##### Dilleniaceae
- Dillenia triquetra
- Schumacheria alnifolia

#### Dipsacales

##### Caprifoliaceae
- Lonicera karataviensis
- Sambucus nigra ssp. palmensis
- Viburnum divaricatum
- Viburnum hondurense
- Viburnum molinae
- Viburnum subpubescens

##### Valerianaceae
- Centranthus amazonum
- Centranthus trinervis

#### Ebenales

##### Ebenaceae
- Diospyros angulata
- Diospyros benstonei
- Diospyros chrysophyllos
- Diospyros egrettarum
- Diospyros hemiteles
- Diospyros katendei
- Diospyros lolinopsis
- Diospyros molissima
- Diospyros moonii
- Diospyros mun
- Diospyros nodosa
- Diospyros rheophytica
- Diospyros vaccinioides
- Diospyros veillonii
- Diospyros xolocotzii

##### Sapotaceae
- Aubregrinia taiensis
- Autranella congolensis
- Chrysophyllum claraense
- Chrysophyllum durifructum
- Chrysophyllum euryphyllum
- Chrysophyllum superbum
- Leptostylis goroensis
- Madhuca boerlageana
- Manilkara gonavensis
- Manilkara spectabilis
- Micropholis caudata
- Micropholis grandiflora
- Micropholis macrophylla
- Palaquium laevifolium
- Pouteria capacifolia
- Pouteria cinnamomea
- Pouteria espinae
- Pouteria euryphylla
- Pouteria gigantea
- Pouteria pachycalyx
- Pouteria pallens
- Pouteria polysepala
- Pouteria subsessilifolia
- Pradosia decipiens
- Pradosia verrucosa
- Sideroxylon retinerve
- Sideroxylon rubiginosum
- Synsepalum brenanii

##### Styracaceae
- Styrax portoricensis

##### Symplocaceae
- Symplocos molinae
- Symplocos versicolor

#### Ericales

##### Clethraceae
- Clethra coloradensis

##### Ericaceae
- Rhododendron protistum var. giganteum
- Rhododendron wilhelminae

#### Euphorbiales

##### Buxaceae
- Buxus vahlii

##### Euphorbiaceae
- Acalypha ecuadorica
- Acalypha eggersii
- Acalypha raivavensis
- Agrostistachys hookeri
- Amanoa anomala
- Aporusa fusiformis
- Chaetocarpus pubescens
- Chamaesyce deppeana
- Chamaesyce eleanoriae
- Chamaesyce halemanui
- Chamaesyce herbstii
- Chamaesyce remyi
- Chamaesyce remyi var. kauaiensis
- Chamaesyce remyi var. remyi
- Chamaesyce rockii
- Claoxylon linostachys
- Cleidion lemurum
- Cleistanthus major
- Cleistanthus robustus
- Croton lawianus
- Croton macrocarpus
- Croton vaughanii
- Crotonogyne impedita
- Ditaxis macrantha
- Drypetes riseleyi
- Drypetes tessmanniana
- Drypetes usambarica var. rugulosa
- Euphorbia alcicornis
- Euphorbia ankazobensis
- Euphorbia berorohae
- Euphorbia boinensis
- Euphorbia capmanambatoensis
- Euphorbia cap-saintemariensis
- Euphorbia cylindrifolia ssp. tuberifera
- Euphorbia decaryi var. robinsonii
- Euphorbia francoisii
- Euphorbia francoisii var. francoisii
- Euphorbia geroldii
- Euphorbia iharanae
- Euphorbia kondoi
- Euphorbia labatii
- Euphorbia lophogona var. tenuicaulis
- Euphorbia margalidiana
- Euphorbia millotii
- Euphorbia origanoides
- Euphorbia pachypodioides
- Euphorbia parvicyathophora
- Euphorbia pirahazo
- Euphorbia quitensis
- Euphorbia razafindratsirae
- Euphorbia robivelonae
- Euphorbia stenoclada ssp. ambatofinandranae
- Euphorbia tanaensis
- Euphorbia tulearensis
- Flueggea elliptica
- Flueggea neowawraea
- Glochidion papenooense
- Hieronima crassistipula
- Koilodepas ferrugineum
- Macaranga raivavaeensis
- Mallotus smilaciformis
- Ostodes minor
- Phyllanthus caesiifolius
- Phyllanthus millei
- Phyllanthus nyale
- Phyllanthus revaughanii
- Podadenia thwaitesii
- Pseudoglochidion anamalayanum
- Sauropus assimilis
- Sauropus elegantissimus
- Sebastiania crenulata
- Sebastiania howardiana
- Sebastiania lesteri var. glabrata
- Sebastiania lesteri var. lesteri
- Tetrorchidium microphyllum
- Trigonostemon cherrieri
- Victorinia regina

#### Fabales

##### Leguminosae
- Acacia anegadensis
- Acacia belairioides
- Acacia mathuataensis
- Acacia roigii
- Albizia guillainii
- Albizia vaughanii
- Ammopiptanthus nanus
- Anthonotha leptorrhachis
- Astragalus cavanillesii
- Astragalus macrocarpus ssp. lefkarensis
- Bauhinia paradisi
- Bauhinia seminarioi
- Browneopsis macrofoliolata
- Caesalpinia kavaiensis
- Canavalia molokaiensis
- Canavalia napaliensis
- Canavalia pubescens
- Chloroleucon tortum
- Chordospartium muritai
- Clitoria andrei
- Crudia bibundina
- Cynometra falcata
- Cynometra filifera
- Cynometra gillmanii
- Dalbergia intibucana
- Delonix velutina
- Dialium travancoricum
- Dimorphandra wilsonii
- Erythrina perrieri
- Erythrina tahitensis
- Gleditsia vestita
- Humboldtia unijuga var. trijuga
- Hymenostegia talbotii
- Inga enterolobioides
- Lonchocarpus molinae
- Lonchocarpus phaseolifolius
- Lonchocarpus sanctuarii
- Lonchocarpus trifolius
- Lonchocarpus yoroensis
- Medicago citrina
- Microberlinia bisulcata
- Monopetalanthus hedinii
- Neoharmsia baronii
- Newtonia camerunensis
- Ormocarpopsis itremoensis
- Ormocarpum klainei
- Orphanodendron bernalii
- Parkia parrii
- Phaseolus rimbachii
- Phylloxylon arenicola
- Phylloxylon phillipsonii
- Phylloxylon xiphoclada
- Plagiosiphon longitubus
- Platymiscium albertinae
- Serianthes nelsonii
- Serianthes rurutensis
- Swartzia oraria
- Talbotiella gentii
- Terua vallicola
- Vouacapoua americana
- Zornia vaughaniana

#### Fagales

##### Betulaceae
- Betula halophila
- Betula jarmolenkoana
- Betula kirghisorum
- Betula schugnanica
- Betula uber

##### Corylaceae
- Carpinus putoensis
- Ostrya rehderiana

##### Fagaceae
- Castanopsis catappaefolia
- Cyclobalanopsis repandifolia
- Nothofagus nuda
- Pasania formosana
- Quercus graciliformis
- Quercus hinckleyi
- Quercus hintonii
- Quercus tardifolia

#### Gentianales

##### Apocynaceae
- Anodendron rhinosporum
- Kibatalia longifolia
- Lepinia taitensis
- Mandevilla jamesonii
- Neisosperma thiollierei
- Ochrosia kilaueaensis
- Prestonia parvifolia
- Prestonia schumanniana
- Rauvolfia sachetiae
- Tabernaemontana apoda

##### Asclepiadaceae
- Ceropegia decidua ssp. pretoriensis
- Cynanchum densiflorum
- Cynanchum serpyllifolium
- Cynanchum spruceanum
- Cynanchum velutinum
- Duvaliandra dioscoridis
- Goniostemma punctatum
- Matelea ecuadorensis
- Matelea orthoneura
- Matelea sprucei
- Metalepis gentryi
- Metalepis haughtii
- Metastelma anegadense
- Neoschumannia kamerunensis
- Pentarrhinum abyssinicum ssp. ijimense
- Pentastelma auritum

##### Gentianaceae
- Centaurium sebaeoides

##### Loganiaceae
- Geniostoma clavigerum
- Labordia cyrtandrae
- Labordia tinifolia var. wahiawaensis
- Strychnos tetragona

#### Geraniales

##### Geraniaceae
- Geranium antisanae
- Pelargonium insularis

##### Oxalidaceae
- Oxalis norlindiana

##### Tropaeolaceae
- Tropaeolum umbellatum

#### Hamamelidales

##### Hamamelidaceae
- Molinadendron hondurense

#### Lamiales

##### Boraginaceae
- Amsinckia marginata
- Anchusa crispa
- Cordia leslieae
- Cordia rupicola
- Cordia urticacea
- Cordia wagnerorum
- Echium acanthocarpum
- Echium handiense
- Gyrocaryum oppositifolium
- Solenanthus reverchonii
- Tournefortia obtusiflora

##### Labiatae
- Cuminia eriantha
- Cuminia fernandezia
- Hyptis argutifolia
- Hyptis diversifolia
- Phyllostegia kaalaensis
- Phyllostegia mollis
- Plectranthus dissitiflorus
- Salvia veneris

##### Verbenaceae
- Aegiphila glomerata
- Callicarpa ampla
- Citharexylum quitense
- Citharexylum svensonii
- Cornutia obovata
- Gmelina lignum-vitreum
- Holmskioldia gigas
- Stachytarpheta svensonii
- Tectona philippinensis
- Vitex yaundensis

#### Laurales

##### Hernandiaceae
- Hernandia cubensis
- Hernandia temarii

##### Lauraceae
- Actinodaphne cuspidata
- Actinodaphne lanata
- Aniba pedicellata
- Beilschmiedia penangiana
- Beilschmiedia preussii
- Cinnamomum kotoense
- Cinnamomum rivulorum
- Cinnamomum walaiwarense
- Cryptocarya elliptifolia
- Cryptocarya ferrarsii
- Dehaasia acuminata
- Dehaasia chatacea
- Dehaasia pugerensis
- Hexapora curtisii
- Litsea scortechinii
- Nectandra caudatoacuminata
- Nectandra debilis
- Nectandra minima
- Nectandra pulchra
- Nothaphoebe javanica
- Ocotea harrisii
- Ocotea lancilimba
- Ocotea pachypoda
- Pleurothyrium roberto-andinoi

##### Monimiaceae
- Hortonia angustifolia
- Mollinedia butleriana
- Mollinedia gilgiana
- Mollinedia lamprophylla
- Mollinedia ruae
- Tambourissa cocottensis
- Tambourissa pedicellata

#### Lecythidales

##### Lecythidaceae
- Cariniana kuhlmannii
- Cariniana penduliflora
- Couratari asterophora
- Couratari asterotricha
- Couratari prancei
- Eschweilera amplexifolia
- Eschweilera compressa
- Eschweilera piresii ssp. viridipetala
- Gustavia latifolia
- Gustavia longifuniculata
- Napoleonaea lutea
- Napoleonaea reptans

#### Linales

##### Linaceae
- Linum cratericola

#### Magnoliales

##### Annonaceae
- Alphonsea kingii
- Annona ecuadorensis
- Annona hystricoides
- Annona manabiensis
- Artabotrys modestus ssp. modestus
- Desmopsis dolichopetala
- Duguetia peruviana
- Fissistigma tungfangense
- Guatteria diospyroides ssp. hondurensis
- Guatteria microcarpa
- Guatteria occidentalis
- Guatteria sodiroi
- Mezzettia herveyana
- Monodora hastipetala
- Orophea yunnanensis
- Polyalthia glabra
- Polyalthia hirtifolia
- Polyalthia lancilimba
- Popowia pauciflora
- Popowia velutina
- Rollinia helosioides
- Uvaria decidua
- Uvaria puguensis
- Xylopia amplexicaulis
- Xylopia lamarckii

##### Canellaceae
- Pleodendron macranthum

##### Magnoliaceae
- Magnolia cespedesii
- Magnolia espinalii
- Magnolia guatapensis
- Magnolia mahechae
- Magnolia omeiensis
- Magnolia wolfii
- Magnolia yarumalense
- Magnolia zenii
- Manglietia sinica

##### Myristicaceae
- Horsfieldia iryaghedhi
- Horsfieldia sessilifolia
- Iryanthera megistocarpa
- Myristica yunnanensis

#### Malvales

##### Bombacaceae
- Bombax insigne var. polystemon
- Quararibea jefensis
- Quararibea santaritensis
- Quararibea yunckeri

##### Elaeocarpaceae
- Elaeocarpus bojeri
- Elaeocarpus gaussenii
- Elaeocarpus integrifolius
- Elaeocarpus submonoceras ssp. oliganthus
- Sloanea shankii

##### Malvaceae
- Abutilon eremitopetalum
- Abutilon menziesii
- Abutilon sandwicense
- Dicellostyles axillaris
- Hampea thespesioides
- Hibiscadelphus distans
- Hibiscadelphus giffardianus
- Hibiscadelphus hualalaiensis
- Hibiscadelphus woodii
- Hibiscus clayi
- Hibiscus fragilis
- Kokia drynarioides
- Kokia kauaiensis
- Wercklea flavovirens

##### Sarcolaenaceae
- Leptolaena delphinensis
- Leptolaena masoalensis
- Leptolaena raymondii
- Sarcolaena grandiflora
- Sarcolaena humbertiana
- Sarcolaena isaloensis

##### Sterculiaceae
- Byttneria minytricha
- Cola cecidiifolia
- Cola metallica
- Cola nigerica
- Cola praeacuta
- Dombeya acutangula
- Dombeya ledermannii
- Herrania laciniifolia
- Hildegardia populifolia
- Pterospermum kingtungense
- Pterospermum menglunense
- Pterospermum yunnanense
- Reevesia rotundifolia
- Trochetiopsis ebenus

##### Tiliaceae
- Carpodiptera mirabilis
- Craigia kwangsiensis

#### Myricales

##### Myricaceae
- Myrica rivas-martinezii

#### Myrtales

##### Combretaceae
- Combretum tenuipetiolatum
- Terminalia cherrieri
- Terminalia glabrata var. glabrata
- Terminalia glabrata var. koariki

##### Lythraceae
- Sonneratia hainanensis
- Tetrataxis salicifolia

##### Melastomataceae
- Adelobotrys panamensis
- Astronidium floribundum
- Astronidium inflatum
- Astronidium kasiense
- Astronidium lepidotum
- Astronidium pallidiflorum
- Astronidium saulae
- Blakea granatensis
- Clidemia ecuadorensis
- Henriettea granularis
- Henriettea membranifolia
- Memecylon arnottianum
- Memecylon elegantulum
- Memecylon gardneri
- Memecylon myrtiforne
- Memecylon orbiculare
- Memecylon rhinophyllum
- Memecylon sisparense
- Meriania versicolor
- Miconia benoistii
- Miconia leandroides
- Miconia littlei
- Miconia longisetosa
- Miconia scabra
- Tessmannianthus carinatus

##### Myrtaceae
- Calycorectes schottianus
- Calyptranthes acutissima
- Calyptranthes arenicola
- Calyptranthes flavo-viridis
- Calyptranthes kiaerskovii
- Calyptranthes pozasiana
- Calyptranthes uniflora
- Eucalyptus recurva
- Eugenia aboukirensis
- Eugenia acutissima
- Eugenia albida
- Eugenia arianae
- Eugenia bojeri
- Eugenia camptophylla
- Eugenia coyolensis
- Eugenia crassipetala
- Eugenia gageana
- Eugenia gilgii
- Eugenia guayaquilensis
- Eugenia hanoverensis
- Eugenia harrisii var. grandifolia
- Eugenia hastilis
- Eugenia insignis
- Eugenia kameruniana
- Eugenia kellyana
- Eugenia klossii
- Eugenia lancetillae
- Eugenia polypora
- Eugenia rendlei
- Eugenia rheophytica
- Eugenia scalarinervis
- Eugenia singampattiana
- Eugenia vaughanii
- Eugenia woodburyana
- Meteoromyrtus wynaadensis
- Mitranthes macrophylla
- Myrcia paganii
- Myrrhinium atropurpureum var. atropurpureum
- Myrtus claraensis
- Plinia rupestris
- Psidium sintenisii
- Syzygium ampliflorum
- Syzygium andamanicum
- Syzygium courtallense
- Syzygium cyclophyllum
- Syzygium guehoi
- Syzygium manii
- Syzygium palghatense
- Syzygium phaeophyllum
- Syzygium phyllyraeoides
- Syzygium sylvestre
- Syzygium travancoricum
- Xanthostemon glaucus

##### Thymelaeaceae
- Aquilaria crassna
- Daphnopsis occulta

#### Nepenthales

##### Nepenthaceae
- Nepenthes aristolochioides
- Nepenthes clipeata
- Nepenthes dubia
- Nepenthes lavicola
- Nepenthes macrophylla

##### Sarraceniaceae
- Sarracenia oreophila
- Sarracenia rubra ssp. alabamensis

#### Piperales

##### Piperaceae
- Peperomia albovittata
- Peperomia cordilimba
- Peperomia dauleana
- Peperomia glandulosa
- Peperomia guayaquilensis
- Peperomia leucorrhachis
- Peperomia litana
- Peperomia micromerioides
- Peperomia mitchelioides
- Peperomia parvilimba
- Peperomia peploides
- Peperomia petraea
- Peperomia pichinchae
- Peperomia pululaguana
- Peperomia stenostachya
- Peperomia tablahuasiana
- Piper amalago var. variifolium
- Piper angamarcanum
- Piper baezanum
- Piper bullatifolium
- Piper clathratum
- Piper entradense
- Piper eustylum
- Piper gualeanum
- Piper guayasanum
- Piper hydrolapathum
- Piper manabinum
- Piper mexiae
- Piper molliusculum
- Piper platylobum
- Piper poscitum
- Piper stipulosum
- Piper subnitidifolium
- Piper trachyphyllum
- Piper wibomii

#### Plumbaginales

##### Plumbaginaceae
- Limonium strictissimum

#### Podostemales

##### Podostemaceae
- Ledermanniella keayi
- Saxicolella marginalis

#### Polygalales

##### Malpighiaceae
- Byrsonima nemoralis ssp. dressleri
- Malpighia proctorii
- Stigmaphyllon nudiflorum

##### Polygalaceae
- Polygala helenae
- Polygala quitensis
- Polygala sinisica
- Pteromonnina fosbergii

##### Vochysiaceae
- Vochysia aurifera

#### Polygonales

##### Polygonaceae
- Calligonum calcareum
- Calligonum triste
- Coccoloba cholutecensis
- Coccoloba lindaviana
- Coccoloba retirensis
- Polygonum toktogulicum

#### Primulales

##### Myrsinaceae
- Ardisia byrsonimae
- Ardisia etindensis
- Ardisia oligantha
- Ardisia schlechteri
- Badula crassa
- Badula platyphylla
- Badula reticulata
- Gentlea molinae
- Myrsine andersonii
- Myrsine brownii
- Myrsine hartii
- Myrsine longifolia
- Myrsine mezii
- Myrsine ronuiensis
- Parathesis eggersiana
- Rapanea ceylanica
- Rapanea seychellarum

##### Theophrastaceae
- Clavija parvula
- Jacquinia macrantha var. clarendonensis

#### Proteales

##### Elaeagnaceae
- Elaeagnus conferta ssp. dendroidea

##### Proteaceae
- Helicia peltata
- Helicia polyosmoides
- Helicia subcordata
- Stenocarpus villosus

#### Rafflesiales

##### Rafflesiaceae
- Rafflesia magnifica

#### Ranunculales

##### Berberidaceae
- Berberis karkaralensis
- Berberis nilghiriensis

##### Menispermaceae
- Odontocarya perforata
- Triclisia macrophylla

##### Ranunculaceae
- Aquilegia barbaricina
- Aquilegia nuragica
- Consolida samia
- Delphinium caseyi

#### Rhamnales

##### Rhamnaceae
- Auerodendron pauciflorum
- Colubrina hondurensis
- Colubrina oppositifolia
- Gouania vitifolia
- Phylica polifolia
- Reynosia jamaicensis

#### Rhizophorales

##### Rhizophoraceae
- Cassipourea eketensis
- Cassipourea subcordata
- Cassipourea subsessilis

#### Rosales

##### Byblidaceae
- Byblis gigantea

##### Chrysobalanaceae
- Acioa cinerea
- Acioa dichotoma
- Acioa eketensis
- Couepia joaquinae
- Couepia scottmorii
- Dactyladenia johnstonei
- Dactyladenia mannii
- Licania chiriquiensis
- Magnistipula cuneatifolia

##### Connaraceae
- Connarus ecuadorensis
- Connarus popenoei

##### Cunoniaceae
- Geissois ternata var. serrata
- Weinmannia exigua
- Weinmannia tinctoria

##### Grossulariaceae
- Ribes malvifolium
- Ribes sardoum

##### Pittosporaceae
- Pittosporum brevispinum
- Pittosporum coriaceum
- Pittosporum raivavaeense
- Pittosporum tanianum
- Pittosporum viridulatum

##### Rosaceae
- Alchemilla fischeri ssp. camerunensis
- Cercocarpus traskiae
- Crataegus darvasica
- Crataegus knorringiana
- Crataegus necopinata
- Polylepis tomentella ssp. nana
- Prunus carolinae
- Prunus ernestii
- Pyrus korshinskyi
- Pyrus tadshikistanica
- Sibiraea tianschanica
- Sorbus decipiens
- Sorbus leptophylla
- Sorbus leyana
- Sorbus maderensis
- Sorbus parumlobata
- Sorbus wilmottiana

#### Rubiales

##### Rubiaceae
- Antirhea tomentosa
- Arachnothryx chimboracensis
- Belonophora ongensis
- Captaincookia margaretae
- Charpentiera densiflora
- Chassalia capitata
- Chassalia coriacea var. johnstonii
- Chassalia laikomensis
- Coprosma rapensis var. benefica
- Exostema orbiculatum
- Gaertnera hirtiflora
- Gaertnera longifolia
- Gaertnera truncata
- Gardenia anapetes
- Gardenia brighamii
- Gardenia candida
- Gardenia mannii
- Gardenia vitiensis
- Gonzalagunia bifida
- Gonzalagunia dodsonii
- Gonzalagunia mollis
- Guettarda longiflora
- Ixora johnsonii
- Ixora scheffleri ssp. keniensis
- Keetia bakossii
- Ladenbergia rubiginosa
- Lasianthus rhinophyllus
- Machaonia woodburyana
- Manettia canescens
- Manettia holwayi
- Manettia nebulosa
- Nauclea gageana
- Oxyanthus okuensis
- Pavetta kupensis
- Pavetta rubentifolia
- Pentagonia orthoneura
- Pentagonia peruviana
- Portlandia albiflora
- Prismatomeris andamanica
- Psychotria bimbiensis
- Psychotria bryonicola
- Psychotria danceri
- Psychotria grantii
- Psychotria hanoverensis
- Psychotria minimicalyx
- Psychotria moliwensis
- Psychotria moseskemei
- Psychotria sodiroi
- Psychotria speciosa
- Psychotria tahitensis
- Psychotria trichocalyx
- Ramosmania rodriguesii
- Rondeletia cincta
- Simira standleyi
- Stelechantha arcuata
- Timonius jambosella
- Tricalysia erythrospora
- Uncaria thwaitesii
- Wendlandia andamanica

#### Salicales

##### Salicaceae
- Populus berkarensis
- Salix tarraconensis

#### Santalales

##### Olacaceae
- Olax psittacorum

##### Santalaceae
- Santalum insulare var. margaretae
- Santalum insulare var. raivavense

##### Viscaceae
- Phoradendron aequatoris

#### Sapindales

##### Aceraceae
- Acer buergerianum ssp. formosanum
- Acer hainanense
- Acer leipoense
- Acer oblongum var. membranaceum

##### Anacardiaceae
- Buchanania barberi
- Comocladia parvifoliola
- Dracontomelon macrocarpum
- Mangifera campnospermoides
- Nothopegia aureo-fulva
- Nothopegia castanaefolia
- Poupartia borbonica
- Semecarpus ochracea
- Semecarpus pseudo-emarginata
- Sorindeia calantha

##### Burseraceae
- Canarium whitei

##### Meliaceae
- Aglaia densitricha
- Aglaia evansensis
- Aglaia gracilis
- Aglaia heterotricha
- Aglaia mackiana
- Aglaia malabarica
- Aglaia pleuropteris
- Aglaia unifolia
- Dysoxylum pachypodum
- Dysoxylum peerisi
- Guarea sprucei
- Trichilia florbranca
- Trichilia triacantha
- Trichilia trifolia ssp. pteleaefolia
- Walsura gardneri

##### Rutaceae
- Calodendrum eickii
- Citrus taiwanica
- Decazyx esparzae
- Glycosmis crassifolia
- Halfordia papuana
- Melicope fatuhivensis
- Melicope haupuensis
- Melicope knudsenii
- Melicope mucronulata
- Melicope quadrangularis
- Melicope zahlbruckneri
- Oxanthera undulata
- Pilocarpus goudotianus ssp. heterochromus
- Ravenia swartziana
- Sarcomelicope glauca
- Spathelia coccinea
- Zanthoxylum dipetalum var. tomentosum
- Zanthoxylum heterophyllum

##### Sapindaceae
- Alectryon macrococcus
- Alectryon macrococcus var. auwahiensis
- Alectryon macrococcus var. macrococcus
- Allophylus hispidus
- Cupania riopalenquensis
- Gongrospermum philippinense
- Guioa grandifoliola
- Guioa hospita
- Guioa palawanica
- Guioa parvifoliola
- Guioa reticulata
- Talisia bullata
- Zollingeria borneensis

##### Zygophyllaceae
- Zygophyllum bucharicum
- Zygophyllum darvasicum

#### Scrophulariales

##### Acanthaceae
- Barleria observatrix
- Brachystephanus kupeensis
- Carlowrightia ecuadoriana
- Championella sarcorrhiza
- Dicliptera dodsonii
- Psilanthele eggersii
- Sanchezia lampra

##### Bignoniaceae
- Amphitecna spathicalyx
- Chodanthus montecillensis
- Parmentiera morii

##### Buddlejaceae
- Buddleja formosana

##### Gesneriaceae
- Columnea asteroloma
- Columnea manabiana
- Columnea poortmannii
- Cyrtandra kaulantha
- Cyrtandra polyantha
- Diastema incisum
- Gasteranthus atratus
- Gasteranthus extinctus
- Gesneria scabra var. fawcettii
- Monopyle paniculata

##### Myoporaceae
- Myoporum stokesii

##### Oleaceae
- Chionanthus fluminensis
- Chionanthus proctorii
- Chionanthus subsessilis
- Chionanthus tenuis
- Forestiera hondurensis
- Fraxinus hondurensis
- Linociera albidiflora

##### Scrophulariaceae
- Paulownia kawakamii

#### Solanales

##### Convolvulaceae
- Bonamia menziesii
- Convolvulus argyrothamnos

##### Solanaceae
- Cestrum tipocochense
- Mellissia begonifolia
- Nothocestrum breviflorum
- Nothocestrum peltatum
- Solanum dolichorhachis
- Solanum drymophilum
- Solanum lanuginosum
- Solanum ovum-fringillae
- Solanum semicoalitum

#### Theales

##### Actinidiaceae
- Saurauia bogoriensis
- Saurauia punduana

##### Asteropeiaceae
- Asteropeia amblyocarpa

##### Dipterocarpaceae
- Anisoptera curtisii
- Anisoptera megistocarpa
- Anisoptera reticulata
- Anisoptera scaphula
- Anisoptera thurifera ssp. thurifera
- Cotylelobium lewisianum
- Cotylelobium scabriusculum
- Dipterocarpus applanatus
- Dipterocarpus baudii
- Dipterocarpus bourdilloni
- Dipterocarpus caudatus ssp. caudatus
- Dipterocarpus chartaceus
- Dipterocarpus concavus
- Dipterocarpus conformis ssp. conformis
- Dipterocarpus coriaceus
- Dipterocarpus cornutus
- Dipterocarpus costulatus
- Dipterocarpus cuspidatus
- Dipterocarpus dyeri
- Dipterocarpus elongatus
- Dipterocarpus eurynchus
- Dipterocarpus fagineus
- Dipterocarpus fusiformis
- Dipterocarpus glabrigemmatus
- Dipterocarpus glandulosus
- Dipterocarpus globosus
- Dipterocarpus gracilis
- Dipterocarpus grandiflorus
- Dipterocarpus hasseltii
- Dipterocarpus hispidus
- Dipterocarpus insignis
- Dipterocarpus kerrii
- Dipterocarpus kunstleri
- Dipterocarpus lamellatus
- Dipterocarpus littoralis
- Dipterocarpus lowii
- Dipterocarpus perakensis
- Dipterocarpus rigidus
- Dipterocarpus rotundifolius
- Dipterocarpus semivestitus
- Dipterocarpus tempehes
- Dipterocarpus turbinatus
- Dipterocarpus validus
- Dryobalanops aromatica
- Dryobalanops fusca
- Dryobalanops keithii
- Hopea acuminata
- Hopea aequalis
- Hopea andersonii ssp. basalticola
- Hopea apiculata
- Hopea bancana
- Hopea basilanica
- Hopea beccariana
- Hopea bilitonensis
- Hopea brachyptera
- Hopea brevipetiolaris
- Hopea cagayanensis
- Hopea chinensis
- Hopea cordata
- Hopea coriacea
- Hopea depressinerva
- Hopea enicosanthoides
- Hopea erosa
- Hopea ferruginea
- Hopea glaucescens
- Hopea hainanensis
- Hopea helferi
- Hopea hongayanensis
- Hopea inexpectata
- Hopea jacobi
- Hopea johorensis
- Hopea jucunda ssp. jucunda
- Hopea jucunda ssp. modesta
- Hopea kerangasensis
- Hopea latifolia
- Hopea longirostrata
- Hopea malibato
- Hopea mengerawan
- Hopea micrantha
- Hopea mindanensis
- Hopea mollissima
- Hopea montana
- Hopea nervosa
- Hopea nigra
- Hopea nutans
- Hopea ovoidea
- Hopea pentanervia
- Hopea philippinensis
- Hopea plagata
- Hopea polyalthioides
- Hopea pubescens
- Hopea quisumbingiana
- Hopea reticulata
- Hopea samarensis
- Hopea sangal
- Hopea semicuneata
- Hopea siamensis
- Hopea sphaerocarpa
- Hopea subalata
- Hopea sublanceolata
- Hopea sulcata
- Hopea tenuivervula
- Hopea thorelii
- Hopea wyatt-smithii
- Parashorea aptera
- Parashorea lucida
- Parashorea macrophylla
- Parashorea malaanonan
- Parashorea stellata
- Shorea acuminata
- Shorea acuminatissima
- Shorea acuta
- Shorea almon
- Shorea asahii
- Shorea assamica ssp. assamica
- Shorea assamica ssp. globifera
- Shorea assamica ssp. koordersii
- Shorea assamica ssp. philippinensis
- Shorea astylosa
- Shorea bakoensis
- Shorea balangeran
- Shorea blumutensis
- Shorea bullata
- Shorea carapae
- Shorea chaiana
- Shorea collina
- Shorea congestiflora
- Shorea conica
- Shorea contorta
- Shorea cordata
- Shorea cordifolia
- Shorea dealbata
- Shorea dispar
- Shorea elliptica
- Shorea falcata
- Shorea falciferoides
- Shorea falciferoides ssp. falciferoides
- Shorea falciferoides ssp. glaucescens
- Shorea farinosa
- Shorea flaviflora
- Shorea flemmichii
- Shorea foraminifera
- Shorea foxworthyi
- Shorea gardneri
- Shorea geniculata
- Shorea gibbosa
- Shorea guiso
- Shorea hemsleyana ssp. grandiflora
- Shorea hemsleyana ssp. hemsleyana
- Shorea hopeifolia
- Shorea hypochra
- Shorea hypoleuca
- Shorea iliasii
- Shorea inaequilateralis
- Shorea inappendiculata
- Shorea induplicata
- Shorea isoptera
- Shorea johorensis
- Shorea kuantanensis
- Shorea kudatensis
- Shorea kunstleri
- Shorea ladiana
- Shorea lamellata
- Shorea laxa
- Shorea lepidota
- Shorea leptoderma
- Shorea lissophylla
- Shorea longiflora
- Shorea longisperma
- Shorea lumutensis
- Shorea lunduensis
- Shorea macrantha
- Shorea macrobalanos
- Shorea macroptera ssp. macroptera
- Shorea macroptera ssp. sandakanensis
- Shorea malibato
- Shorea materialis
- Shorea megistophylla
- Shorea micans
- Shorea montigena
- Shorea mujongensis
- Shorea myrionerva
- Shorea negrosensis
- Shorea oblongifolia
- Shorea obovoidea
- Shorea ochrophloia
- Shorea ovalifolia
- Shorea ovalis ssp. sarawakensis
- Shorea ovalis ssp. sericea
- Shorea pachyphylla
- Shorea palembanica
- Shorea pallescens
- Shorea pallidifolia
- Shorea palosapis
- Shorea peltata
- Shorea platycarpa
- Shorea polyandra
- Shorea polysperma
- Shorea praestans
- Shorea pubistyla
- Shorea resinosa
- Shorea revoluta
- Shorea richetia
- Shorea rotundifolia
- Shorea rubella
- Shorea rugosa
- Shorea sagittata
- Shorea selanica
- Shorea seminis
- Shorea singkawang
- Shorea singkawang ssp. scabrosa
- Shorea slootenii
- Shorea smithiana
- Shorea stipularis
- Shorea subcylindrica
- Shorea sumatrana
- Shorea superba
- Shorea symingtonii
- Shorea tenuiramulosa
- Shorea thorelii
- Shorea trapezifolia
- Shorea waltoni
- Shorea xanthophylla
- Shorea zeylanica
- Stemonoporus affinis
- Stemonoporus canaliculatus
- Stemonoporus elegans
- Stemonoporus gilimalensis
- Stemonoporus gracilis
- Stemonoporus lanceolatus
- Stemonoporus lancifolius
- Stemonoporus latisepalus
- Stemonoporus marginalis
- Stemonoporus moonii
- Stemonoporus nitidus
- Stemonoporus petiolaris
- Vateria indica
- Vateria macrocarpa
- Vateriopsis seychellarum
- Vatica affinis
- Vatica bella
- Vatica brevipes
- Vatica cauliflora
- Vatica chartacea
- Vatica chinensis
- Vatica compressa
- Vatica congesta
- Vatica coriacea
- Vatica cuspidata
- Vatica diospyroides
- Vatica elliptica
- Vatica flavida
- Vatica flavovirens
- Vatica globosa
- Vatica guangxiensis
- Vatica havilandii
- Vatica heteroptera
- Vatica hullettii
- Vatica javanica ssp. javanica
- Vatica javanica ssp. scaphifolia
- Vatica lanceaefolia
- Vatica lobata
- Vatica maingayi
- Vatica oblongifolia ssp. crassilobata
- Vatica oblongifolia ssp. elliptifolia
- Vatica obovata
- Vatica pachyphylla
- Vatica parvifolia
- Vatica pentandra
- Vatica ridleyana
- Vatica rotata
- Vatica rynchocarpa
- Vatica sarawakensis
- Vatica scortechinii
- Vatica soepadmoi
- Vatica teysmanniana
- Vatica venulosa
- Vatica xishuangbannaensis

##### Guttiferae
- Bonnetia ptariensis
- Calophyllum acutiputamen
- Calophyllum cuneifolium
- Garcinia cadelliana
- Hypericum hartwegii
- Mesua manii
- Mesua stylosa
- Poeciloneuron pauciflorum
- Tovomita aequatoriensis

##### Medusagynaceae
- Medusagyne oppositifolia

##### Ochnaceae
- Ochna rufescens
- Ouratea elegans

##### Theaceae
- Euryodendron excelsum
- Freziera euryoides
- Freziera forerorum
- Freziera inaequilatera
- Freziera roraimensis
- Freziera stuebelii
- Freziera subintegrifolia
- Freziera uniauriculata
- Freziera varibrateata
- Gordonia curtyana
- Ternstroemia bullata
- Ternstroemia glomerata
- Ternstroemia granulata
- Ternstroemia landae
- Ternstroemia luquillensis
- Ternstroemia subsessilis

#### Urticales

##### Moraceae
- Ficus angladei
- Ficus faulkneriana
- Ficus lateriflora
- Maillardia pendula
- Perebea glabrifolia
- Pseudolmedia manabiensis
- Trilepisium gymnandrum

##### Ulmaceae
- Ulmus gaussenii
- Zelkova sicula

##### Urticaceae
- Debregeasia ceylanica
- Neraudia ovata
- Pilea cataractae
- Pilea laevicaulis
- Pilea pollicaris
- Pilea selbyanorum
- Urera kaalae

#### Violales

##### Begoniaceae
- Begonia asympeltata
- Begonia pelargoniiflora
- Begonia quadrialata ssp. dusenii
- Begonia salaziensis

##### Cistaceae
- Cistus heterophyllus ssp. carthaginensis

##### Flacourtiaceae
- Banara vanderbiltii
- Casearia mauritiana
- Casearia williamsiana
- Xylosma capillipes
- Xylosma crenatum
- Xylosma grossecrenatum
- Xylosma pachyphyllum
- Xylosma peltatum
- Xylosma pininsulare

##### Hoplestigmataceae
- Hoplestigma pierreanum

##### Loasaceae
- Nasa ferox

##### Violaceae
- Gloeospermum boreale
- Rinorea marginata
- Rinorea maximiliani
- Viola ucriana